# 石釜のトビトビ
石釜のトビトビ（いしがまのトビトビ）は、福岡市指定無形民俗文化財に2004年（平成16年）度に登録された、福岡県福岡市早良区石釜地区で行われる来訪神行事の名称である。

## 概要
正月14日に一番近い土曜日の夕方に、地元の男女の子供らが石釜公民館に集まり、世話役の大人とともに、軽トラックの荷台に乗り、七地区に別れ家々を訪問する。訪問する子供は、藁束の上部を結わえた被り物であるトビを被り、皆で訪問した家の前で「トービー」と訪れの声をかけ、家人が出てくると輪注連を渡し、代わりに餅やお菓子の祝儀を受け取る。家人は代わりに、水を柄杓などでトビにかける。また、この一年間に男の子が生まれた家には輪注連とともに藁馬を、女の子が生まれた家には藁海老が渡される。その後、公民館へ戻り、祝儀の菓子を全員で分けて解散する。また、受け取った輪は、神棚に供えたり屋根に投げ上げて家内安全を祈願する。

## 歴史
1961年（昭和36年） - 1977年（昭和52年）ごろの十数年間、トビトビは中断した。中断前は上石釜、中石釜、下石釜でそれぞれ行っており、少子化の影響で休止となったが、子供会から復活の要望があり、石釜全体で行うようになった。しかし、2023年現在、新型コロナウイルスの影響で休止している。

## 作法
1. トビを被った子供や、お世話役である大人らと共に「トービー」と訪れの声をかける[5]。
2. 家主は玄関先でトビに柄杓などで水を掛け、トビは逃げる。
3. 周りの子供や大人が輪注連を渡し、大人が餅やお菓子、お金などの祝儀を受け取る。（子供を授かった家には、藁馬や藁海老を渡す。）